# Брайен, Джордж Хартли
Джордж Хартли Брайен (англ. George Hartley Bryan; 1 марта 1864, Кембридж — 13 октября 1928, Бордигера, Италия) — английский математик и механик, профессор математики в колледже Университета Бангора (Уэльс).
Известен прежде всего своими работами в области аэродинамики и теории самолёта. Один из пионеров исследований в области авиации. Применил основные уравнения движения твердого тела к проблеме устойчивости самолёта, в частности, продольной устойчивости.
Вывел, совместно с У. Уильямсом, и представил уравнения движения самолёта в канонической форме (1911) спустя восемь лет после первого полёта братьев Райт.
Уравнения Д. Х. Брайена являются основой для анализа аэродинамики самолёта и управления с обратной связью. Применяются также при проектировании авиационных тренажёров. Изучал динамику полёта, теорию движения винта.
Член Лондонского королевского общества (с 1895). Удостоен премии Смита (1889), Золотой медали Британского общества судовых инженеров (1900), Золотой медали Королевского общества воздухоплавания (1914) и премии Хопкинса (1920).